# Schloss Oberhausen (Bayerisch Gmain)
Das Schloss Oberhausen ist ein Bauwerk in der Schlossgasse in der oberbayerischen Gemeinde Bayerisch Gmain.
Das  Schloss steht unter Denkmalschutz und ist unter der Nummer D-1-72-115-8 in die Bayerische Denkmalliste eingetragen.

## Geschichte
Oberhausen scheint zur Zeit der Grafen von Plain als Gut und Hof Oberhausen bereits existiert zu haben, das Bauerngut wird auch als Gröllngut und später als Grill aufgeführt. Zu dieser Zeit saß vermutlich ein Ministeriale der Plainer auf Schloss Oberhausen. Nachdem die Manneslinie der Plainer mit Otto II. und Konrad III. 1260 endete, fiel ein Großteil der Besitztümer, einschließlich Oberhausen, an das Erzstift Salzburg. Zu Zeiten der Plainer noch ein größerer, einheitlicher Besitz, wurde Oberhausen nach der Übernahme durch den Salzburger Erzbischof aufgeteilt. Im 14. Jahrhundert wird mit Chunradus Perzz der erste Belehnte mit Nachnamen aufgeführt. Im 15. und 16. Jahrhundert sind als Besitzer von Oberhausen Pfleger von Karlstein sowie Patrizierfamilien und Salzmaier aus Reichenhall eingetragen. Nachdem der Holzschaffler Langenbrugger – bedingt durch einen frühen Tod – Oberhausen nur für sieben Jahre zwischen 1560 und 1567 besaß, erwarb es Rochus von Freymann aus Berchtesgaden für 600 Gulden. Freymann investierte 2000 Gulden, ließ die bisherigen Gebäude abreißen und errichtete die heute noch erhaltenen hufeisenförmig angeordneten Gebäude, den Brunnen und eine Ringmauer. Freymann plante für seinen Altersruhesitz neben Wohn- und Wirtschaftsgebäuden auch repräsentative Räume, einen großzügigen Weinkeller, „herrlich getäfelte Stuben“, einen Stall mit Platz für jeweils sechs Pferde und Kühe einschließlich eines Speichers für Lebensmittel und eines Dreschbodens sowie eine große Holzlege. Weitere 100 Gulden investierte Freymann, um mit einer Leitung frisches Wasser aus dem nahegelegenen Lattengebirge zum Haus zu führen. In den 1560er und 1570er Jahren vergrößerte Freymann den Besitz Oberhausens durch den Zukauf weiterer Besitztümer und erhielt nach zähen Verhandlungen schließlich 1580 durch Herzog Wilhelm V. Edelmannsfreiheit für Oberhausen „bis zur Dachtraufe“, das damit nicht mehr der Reichenhaller Gerichtsbarkeit unterstellt war. Kurz darauf verkaufte Freymann Oberhausen an den Reichenhaller Salzmaier Albrecht Scheuchenstuhl. Ab 1647 bezog sich die Gerichtsbarkeit auch auf die umliegenden Güter, seitdem war Oberhausen eine offene Hofmark. Bis Anfang des 19. Jahrhunderts wechselte Oberhausen mehrmals den Besitzer und die Ringmauer wurde teilweise abgebrochen. Der Rosenheimer Landrichter Joseph von Wetzstein verkaufte den Besitz zwischen 1812 und 1814 in Teilen, nachdem eine Veräußerung in einem Teil gescheitert war. Das Schloss selbst wurde zu dieser Zeit in drei Einheiten und in den folgenden Jahren in weitere, kleinere „Herbergen“ aufgeteilt. Heute umfasst das Schloss 13 Wohneinheiten. 1975 brannte der Dachstuhl des Nordflügels komplett aus.

## Beschreibung

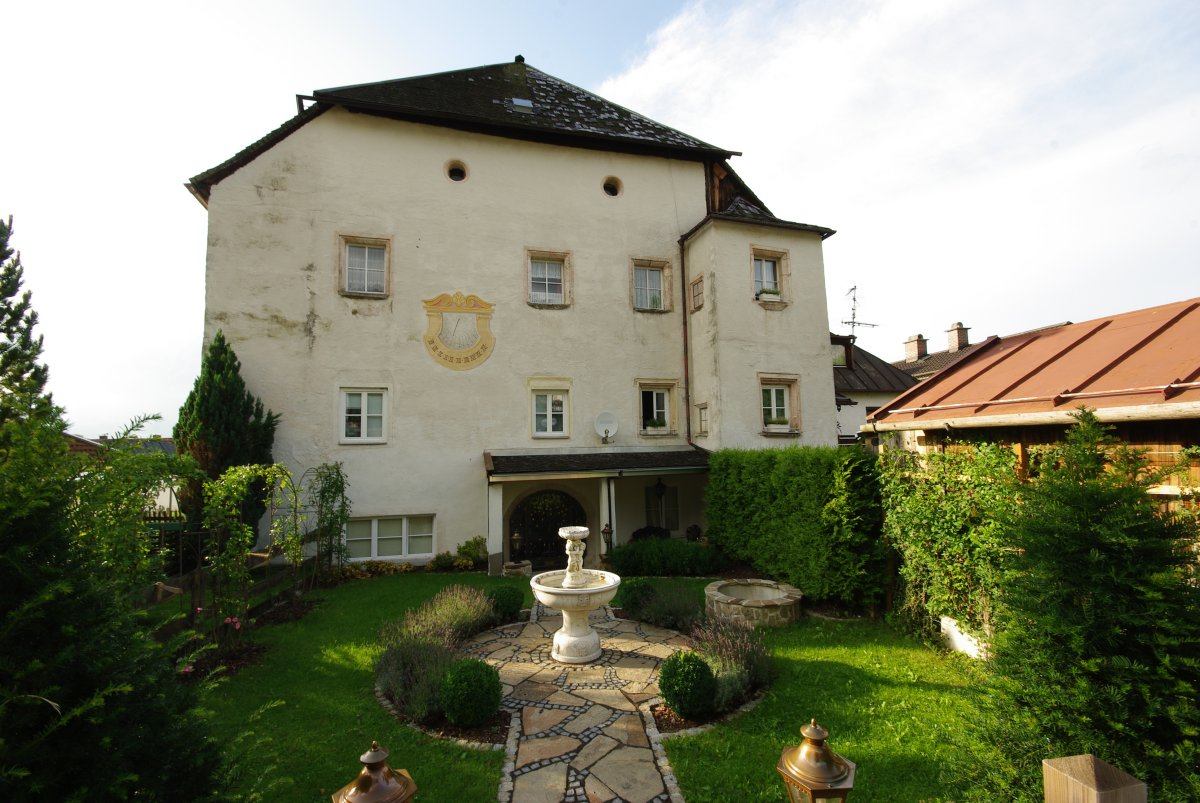
Hauptbau (Südflügel) von der Lattenbergstraße aus gesehen

Das Schloss Oberhausen war ein hochmittelalterlicher Adelssitz, der bereits im 14. Jahrhundert bestand. Die ursprünglichen Gebäude wurden 1576 abgebrochen und durch die heutige Dreiflügelanlage mit drei Geschossen und Schopfwalmdächern ersetzt. Teile des Hauptbaus mit Ecktürmen, Steingewänden und der Sonnenuhr stammen aus dem 17. Jahrhundert.

## Lage
Das Schloss Oberhausen befindet sich im südlichen Teil der Gemeinde Bayerisch Gmain an der Schlossgasse. Die Gasse zweigt in nördlicher Richtung von der Lattenbergstraße ab.

## Sonstiges
Schloss Oberhausen ist eine Station auf dem Reichenhaller Burgenweg. Dieser knapp 30 km lange Rundwanderweg führt zu 17 Burgen, Schlössern und Befestigungsanlagen in Bad Reichenhall und den umliegenden Gemeinden.